# My Love (песня Florence and the Machine)
«My Love» — песня британской инди-рок-группы Florence and the Machine. Она была выпущена 10 марта 2022 года на лейбле Polydor Records в качестве третьего сингла из пятого студийного альбома группы Dance Fever (2022). Песня была написана и спродюсирована Флоренс Уэлч и Дейвом Бэйли из группы Glass Animals. Клип на песню также был выпущен 10 марта 2022 года, его сняла американский режиссер Отумн де Уайлд.

## Живые исполнения
Florence and the Machine исполнили песню «My Love» в прямом эфире Ночном шоу с Джимми Фэллоном 11 мая 2022 года. Песня также вошла в сетлист «разогревающего шоу» в Alice Tully Hall в Нью-Йорке перед предстоящим концертным туром группы Dance Fever Tour. 15 мая 2022 года Florence and the Machine исполнили «My Love» на церемонии Billboard Music Awards 2022.

## Композиция
Музыкальные критики охарактеризовали «My Love» как композицию, в которой сочетаются такие стили как диско, хаус, электропоп, данс-поп.

## Оценка критиков
В рецензии на Dance Fever Нил З. Йенг из AllMusic назвал «My Love» «одним из лучших синглов группы, который ближе всего подошел к ожидаемому уровню „танцевальной“ энергии мейнстрима с его мерцающим производством, тяжелым ритмом и фестивальным припевом».

## Список треков
- «My Love» — цифровые загрузки / стриминг[10]

1. «My Love» (edit) — 2:57
2. «My Love» — 3:51

- «My Love» (Dave Glass Animals Remix) — цифровые загрузки / стриминг[11]

1. «My Love» (Dave Glass Animals Remix) — 3:31

- «My Love» (MEDUZA Remix) — цифровые загрузки / стриминг[12]

1. «My Love» (MEDUZA Remix) — 3:31

## Чарты
| Чарт (2022)                                  | Высшая позиция |
| -------------------------------------------- | -------------- |
| Канада (Billboard Rock)                      | 12             |
| Ирландия (IRMA)                              | 43             |
| Словакия (Rádio — Top 100)                   | 100            |
| Великобритания (OCC UK Singles)              | 51             |
| США (Billboard Hot Rock & Alternative Songs) | 23             |
| США (Billboard Rock & Alternative Airplay)   | 6              |